# 1986-os atlétikai Európa-bajnokság
Az 1986-os atlétikai Európa-bajnokságot augusztus 6. és augusztus 12. között rendezték Stuttgartban, Nyugat-Németországban. Az Eb-n 43 versenyszám volt. Új versenyszámként a női 10 000 m-es síkfutás és a női 10 km-es gyaloglás került a programba.

## A magyar sportolók eredményei
Magyarország az Európa-bajnokságon 24 sportolóval képviseltette magát.

## Éremtáblázat
(A táblázatban a rendező nemzet eltérő háttérszínnel kiemelve.)
| Helyezés | Nemzet         | Arany | Ezüst | Bronz | Összesen |
| 1.       | Szovjetunió    | 11    | 13    | 12    | 36       |
| 2.       | NDK            | 11    | 10    | 8     | 29       |
| 3.       | Nagy-Britannia | 8     | 2     | 5     | 15       |
| 4.       | Bulgária       | 3     | 4     | 1     | 8        |
| 5.       | Olaszország    | 2     | 6     | 2     | 10       |
| 6.       | NSZK           | 2     | 4     | 5     | 11       |
| 7.       | Franciaország  | 1     | 1     | 2     | 4        |
| 8.       | Spanyolország  | 1     | 0     | 2     | 3        |
| 9.       | Csehszlovákia  | 1     | 0     | 0     | 1        |
| 9.       | Norvégia       | 1     | 0     | 0     | 1        |
| 9.       | Portugália     | 1     | 0     | 0     | 1        |
| 9.       | Svájc          | 1     | 0     | 0     | 1        |
| 13.      | Svédország     | 0     | 1     | 2     | 3        |
| 14.      | Románia        | 0     | 1     | 1     | 2        |
| 15.      | Finnország     | 0     | 1     | 0     | 1        |
| 16.      | Hollandia      | 0     | 0     | 2     | 2        |
| 17.      | Lengyelország  | 0     | 0     | 1     | 1        |
| Összesen | Összesen       | 43    | 43    | 43    | 129      |

## Érmesek
- WR – világrekord
- CR – Európa-bajnoki rekord
- AR – kontinens rekord
- NR – országos rekord

### Férfi
| Versenyszám     | Arany                                                                                       | Arany      | Ezüst                                                                       | Ezüst     | Bronz                                                                                      | Bronz     |
| --------------- | ------------------------------------------------------------------------------------------- | ---------- | --------------------------------------------------------------------------- | --------- | ------------------------------------------------------------------------------------------ | --------- |
| 100 m           | Linford Christie · Nagy-Britannia                                                           | 10,15      | Steffen Bringmann · NDK                                                     | 10,20     | Bruno Marie-Rose · Franciaország                                                           | 10,21     |
| 200 m           | Vladimir Krylov · Szovjetunió                                                               | 20,52      | Jürgen Evers · NSZK                                                         | 20,75     | Andrey Fedoriv · Szovjetunió                                                               | 20,84     |
| 400 m           | Roger Black · Nagy-Britannia                                                                | 44,59      | Thomas Schönlebe · NDK                                                      | 44,63     | Mathias Schersing · NDK                                                                    | 44,85     |
| 800 m           | Sebastian Coe · Nagy-Britannia                                                              | 1:44,50    | Tom McKean · Nagy-Britannia                                                 | 1:44,61   | Steve Cram · Nagy-Britannia                                                                | 1:44,88   |
| 1500 m          | Steve Cram · Nagy-Britannia                                                                 | 3:41,09    | Sebastian Coe · Nagy-Britannia                                              | 3:41,67   | Han Kulker · Hollandia                                                                     | 3:42,11   |
| 5000 m          | Jack Buckner · Nagy-Britannia                                                               | 13:10,15   | Stefano Mei · Olaszország                                                   | 13:11,57  | Tim Hutchings · Nagy-Britannia                                                             | 13:12,88  |
| 10 000 m        | Stefano Mei · Olaszország                                                                   | 27:41,03   | Alberto Cova · Olaszország                                                  | 27:57,93  | Salvatore Antibo · Olaszország                                                             | 28:00,25  |
| Maraton         | Gelindo Bordin · Olaszország                                                                | 2:10:54    | Orlando Pizzolato · Olaszország                                             | 2:10:57   | Herbert Steffny · NSZK                                                                     | 2:11:30   |
| 110 m gát       | Stéphane Caristan · Franciaország                                                           | 13,20      | Arto Bryggare · Finnország                                                  | 13,42     | Carlos Sala · Spanyolország                                                                | 13,50     |
| 400 m gát       | Harald Schmid · NSZK                                                                        | 48,65      | Aleksandr Vasilyev · Szovjetunió                                            | 48,76     | Sven Nylander · Svédország                                                                 | 49,38     |
| 3000 m akadály  | Hagen Melzer · NDK                                                                          | 8:16,65    | FRAsco Panetta · Olaszország                                                | 8:16,85   | Patriz Ilg · NSZK                                                                          | 8:16,92   |
| 20 km gyaloglás | Jozef Pribilinec · Csehszlovákia                                                            | 1:21:15    | Maurizio Damilano · Olaszország                                             | 1:21:17   | Miguel Ángel Prieto · Spanyolország                                                        | 1:21:36   |
| 50 km gyaloglás | Hartwig Gauder · NDK                                                                        | 3:40:55    | Vyacheslav Ivanenko · Szovjetunió                                           | 3:41:54   | Valeriy Suntsov · Szovjetunió                                                              | 3:42:38   |
| 4x100 m váltó   | Szovjetunió · Aleksandr Yevgenyev · Nikolay Yuschmanov · Vladimir Muravyov · Viktor Bryzgin | 38,29      | NDK · Thomas Schröder · Steffen Bringmann · Olaf Prenzler · Frank Emmelmann | 38,64     | Nagy-Britannia · Elliot Bunney · Daley Thompson · Mike McFarlane · Linford Christie        | 38,71     |
| 4x400 m váltó   | Nagy-Britannia · Derek Redmond · Kriss Akabusi · Brian Whittle · Roger Black                | 2:59,84    | NSZK · Klaus Just · Edgar Itt · Harald Schmid · Ralf Lübke                  | 3:00,17   | Szovjetunió · Vladimir Prosin · Vladimir Krylov · Arkadiy Kornilov · Aleksandr Kurotchikin | 3:00,47   |
| Magasugrás      | Igor Paklin · Szovjetunió                                                                   | 234 cm     | Sergey Malchenko · Szovjetunió                                              | 231 cm    | Carlo Thränhardt · NSZK                                                                    | 231 cm    |
| Távolugrás      | Robert Emmiyan · Szovjetunió                                                                | 841 cm     | Sergey Layevskiy · Szovjetunió                                              | 801 cm    | Giovanni Evangelisti · Olaszország                                                         | 792 cm    |
| Rúdugrás        | Sergey Bubka · Szovjetunió                                                                  | 585 cm     | Vasiliy Bubka · Szovjetunió                                                 | 575 cm    | Philippe Collet · Franciaország                                                            | 575 cm    |
| Hármasugrás     | Hriszto Markov · Bulgária                                                                   | 17,66 m    | Māris Bružiks · Szovjetunió                                                 | 17,33 m   | Oleg Protsenko · Szovjetunió                                                               | 17,28 m   |
| Súlylökés       | Werner Günthör · Svájc                                                                      | 22,22 m    | Ulf Timmermann · NDK                                                        | 21,84 m   | Udo Beyer · NDK                                                                            | 20,74 m   |
| Diszkoszvetés   | Romas Ubartas · Szovjetunió                                                                 | 67,08 m    | Georgiy Kolnootchenko · Szovjetunió                                         | 66,32 m   | Vaclavas Kidykas · Szovjetunió                                                             | 65,60 m   |
| Gerelyhajítás   | Klaus Tafelmeier · NSZK                                                                     | 84,76 m    | Detlef Michel · NDK                                                         | 81,90 m   | Viktor Yevsyukov · Szovjetunió                                                             | 81,80 m   |
| Kalapácsvetés   | Yuriy Sedykh · Szovjetunió                                                                  | 86,74 m WR | Szergej Litvinov · Szovjetunió                                              | 85,74 m   | Igor Nikulin · Szovjetunió                                                                 | 82,20 m   |
| Tízpróba        | Daley Thompson · Nagy-Britannia                                                             | 8811 pont  | Jürgen Hingsen · NSZK                                                       | 8730 pont | Siegfried Wentz · NSZK                                                                     | 8676 pont |

### Női
| Versenyszám     | Arany                                                                            | Arany     | Ezüst | Ezüst     | Bronz                                                                                   | Bronz     |
| --------------- | -------------------------------------------------------------------------------- | --------- | --- | --------- | --------------------------------------------------------------------------------------- | --------- |
| 100 m           | Marlies Göhr · NDK                                                               | 10,91     | Aneliya Nuneva · Bulgária                                                                                        | 11,04     | Nelli Cooman · Hollandia                                                                | 11,08     |
| 200 m           | Heike Drechsler · NDK                                                            | 21,71 WR  | Marie-Christine Cazier · Franciaország                                                                           | 22,32     | Silke Gladisch · NDK                                                                    | 22,64     |
| 400 m           | Marita Koch · NDK                                                                | 48,22     | Olga Vladikina · Szovjetunió                                                                                     | 49,67     | Petra Müller · NDK                                                                      | 49,88     |
| 800 m           | Nadezhda Mushta-Olizarenko · Szovjetunió                                         | 1:57,15   | Sigrun Ludvigs-Wodars · NDK                                                                                      | 1:57,42   | Lyubov Gurina · Szovjetunió                                                             | 1:57,73   |
| 1500 m          | Ravilya Agletdinova · Szovjetunió                                                | 4:01,19   | Tetyana Khamitova-Samolenko · Szovjetunió                                                                        | 4:02,36   | Doina Besliu-Melinte · Románia                                                          | 4:02,44   |
| 3000 m          | Olga Krentzer-Bondarenko · Szovjetunió                                           | 8:33,99   | Maricica Luca-Puică · Románia                                                                                    | 8:35,92   | Yvonne Murray · Nagy-Britannia                                                          | 8:37,15   |
| 10 000 m        | Ingrid Kristiansen · Norvégia                                                    | 30:23,25  | Olga Krentzer-Bondarenko · Szovjetunió                                                                           | 30:57,21  | Ulrike Klapezynski-Bruns · NDK                                                          | 31:19,76  |
| Maraton         | Rosa Mota · Portugália                                                           | 2:28:38   | Laura Fogli · Olaszország                                                                                        | 2:32:52   | Yekaterina Khramenkova · Szovjetunió                                                    | 2:34:18   |
| 100 m gát       | Jordanka Donkova-Atanaszova · Bulgária                                           | 12,38     | Cornelia Riefstahl-Oschkenat · NDK                                                                               | 12,55     | Ginka Zagorcheva-Boycheva · Bulgária                                                    | 12,70     |
| 400 m gát       | Marina Makeyeva-Stepanova · Szovjetunió                                          | 53,32 WR  | Sabine Busch · NDK                                                                                               | 53,60     | Cornelia Feuerbach · NDK                                                                | 54,13     |
| 10 km gyaloglás | Mari Cruz Díaz · Spanyolország                                                   | 46:09     | Ann Janson · Svédország                                                                                          | 46:13     | Siw Ybañez · Svédország                                                                 | 46:19     |
| 4x100 m váltó   | NDK · Silke Gladisch · Sabine Rieger · Ingrid Brestrich-Auerswald · Marlies Göhr | 41,84     | Bulgária · Ginka Zagorcheva-Boycheva · Aneliya Nuneva · Jordanka Donkova-Atanaszova · Nadezhda Georgieva-Ivanova | 42,68     | Szovjetunió · Antonia Nastorburko · Natalya Bochina · Marina Zhirova · Olga Zolotaryova | 42,74     |
| 4x400 m váltó   | NDK · Kirsten Emmelmann · Sabine Busch · Petra Müller · Marita Koch              | 3:16,87   | NSZK · Gisela Kinzel · Ute Thimm · Heidi-Elke Gaugel · Gaby Bussmann                                             | 3:22,80   | Lengyelország · Ewa Kasprzyk · Marzena Wojdecka · Elżbieta Kapusta · Genowefa Błaszak   | 3:24,65   |
| Magasugrás      | Stefka Kostadinova · Bulgária                                                    | 200 cm    | Svetlana Isaeva-Leseva · Bulgária                                                                                | 193 cm    | Olga Turchak · Szovjetunió                                                              | 193 cm    |
| Távolugrás      | Heike Daute-Drechsler · NDK                                                      | 727 cm    | Galina Chistyakova · Szovjetunió                                                                                 | 709 cm    | Helga Radtke · NDK                                                                      | 689 cm    |
| Súlylökés       | Heidi Krieger · NDK                                                              | 21,10 m   | Ines Müller · NDK                                                                                                | 20,81 m   | Natalya Akhrimenko · Szovjetunió                                                        | 20,68 m   |
| Diszkoszvetés   | Diana Sachse · NDK                                                               | 71,36 m   | Tsvetanka Khristova · Bulgária                                                                                   | 69,52 m   | Martina Opitz · NDK                                                                     | 68,26 m   |
| Gerelyhajítás   | Fatima Whitbread · Nagy-Britannia                                                | 77,44 m   | Petra Felke · NDK                                                                                                | 72,52 m   | Beate Peters · NSZK                                                                     | 68,04 m   |
| Hétpróba        | Anke Behmer · NDK                                                                | 6717 pont | Natalya Schubenkova · Szovjetunió                                                                                | 6645 pont | Judy Simpson · Nagy-Britannia                                                           | 6623 pont |